# Taça Latina de 2014
A Taça Latina de 2014 foi a 27ª edição da Taça Latina, uma competição de hóquei em patins organizada pelo CERH, destinada a selecções masculinas sub-23. Esta edição realizou-se entre os dias 17 e 19 de Abril no Pavilhão de Monserrate em Viana do Castelo, Portugal.
Portugal conquistou o seu 13º título.

## Classificação final
| Pos | País     | P | J | V | E | D | GM | GS | DG  |
| --- | -------- | - | - | - | - | - | -- | -- | --- |
| 1   | Portugal | 9 | 3 | 3 | 0 | 0 | 17 | 6  | +11 |
| 2   | Espanha  | 6 | 3 | 2 | 0 | 1 | 12 | 5  | +7  |
| 3   | França   | 3 | 3 | 1 | 0 | 2 | 11 | 17 | -6  |
| 4   | Itália   | 0 | 3 | 0 | 0 | 3 | 4  | 16 | -12 |

## Jogos

### 1ª jornada: 17 de Abril de 2014
| 17 de Abril de 2014 | Espanha                                                                                      | 4-1 | França                      | Pavilhão de Monserrate, Viana do Castelo                       |
| 20:00               | 1-0 Joan Salvat 3´1ªP 2-0 Joan Salvat 4´ 1ªP 3-1 Pablo Aguarón 31´2ªP 4-1 Joan Salvat 38´2ªP |     | 2-1 Carlo Benedetto 13´ 1ªP | Árbitro: João Paulo Romão (Portugal) e Matteo Galoppi (Itália) |

| 17 de Abril de 2014 | Portugal                                                                   | 3-1 | Itália                         | Pavilhão de Monserrate, Viana do Castelo                  |
| 21:30               | 1-0 Pedro Vaz 13´1ªP 2-1 Hélder Nunes LD 10ªF 4´ 2ªP 3-1 João Souto 7´ 2ªP |     | 1-1 Giulio Cocco LD10ªF 4´ 2ªP | Árbitro: Isaac Sainz (Espanha) e Xavier Jacquart (França) |

### 2ª jornada: 18 de Abril de 2014
| 18 de Abril de 2014 | Itália                  | 1-6 | Espanha | Pavilhão de Monserrate, Viana do Castelo                        |
| 20h00               | 1-3 Giulio Cocco 13´2ªP |     | 0-1 Pablo Aguaron 9´1ªP 0-2 Pau Bargalló 15´1ªP 0-3 Pau Bargalló 8´2ªP 1-4 Pau Bargalló 15´2ªP 1-5 Ferran Font 15´2ªP 1-6 Marc Julià 17´2ªP | Árbitro: João Paulo Romão (Portugal) e Xavier Jacquart (França) |

| 18 de Abril de 2014 | França                                                                       | 3-11 | Portugal | Pavilhão de Monserrate, Viana do Castelo                 |
| 21:30               | 1-5 Corentin Turluer 4´2ªP 2-8 Rémi Hermam 14´2ªP 3-8 Erwan Debrouver 14´2ªP |      | 0-1 Hélder Nunes GP 6´1ª P 0-2 Hélder Nunes LD 7´1ª P 0-3 Gonçalo Alves 16´1ª P 0-4 Miguel Rocha 2´2ª P 0-5 João Souto 3´2ª P 1-6 Miguel Rocha 4´2ª P 1-7 Gonçalo Alves 8´LD 2ª P 1-8 Gonçalo Alves 13´2ª P 3-9 Gonçalo Alves 16´2ª P 3-10 Hélder Nunes GP 17´2ª P 3-11 Hélder Nunes 17´2ª P | Árbitro: Isaac Sainz (Espanha) e Matteo Galoppi (Itália) |

### 3ª jornada: 19 de Abril de 2014
| 19 de Abril de 2014 | França | 7-2 | Itália                                               | Pavilhão de Monserrate, Viana do Castelo                     |
| 20:00               | 1-0 Carlo Benedetto 5' 1ªP 2-0 Carlo Benedetto 12' 1ªP 3-0 Carlo Benedetto 13' 1ªP 4-1 Erwan Debrouver 20' 1ªP 5-1 Corentin Turluer 3' 2ªP 6-1 Carlo Benedetto 9' 2ªP 7-2 Carlo Benedetto 18' 2ªP |     | 3-1 Giulio Cocco 19' 1ªP 6-2 Giulio Cocco GP 16' 2ªP | Árbitro: Isaac Sainz (Espanha) e João Paulo Romão (Portugal) |

| 19 de Abril de 2014 | Espanha                                                     | 2-3 | Portugal                                                                      | Pavilhão de Monserrate, Viana do Castelo                                                                                 |
| 21:30               | 0-1 Marc Julià LD 10ªF 2' 2ªP 3-2 Álex Rodriguez GP 17' 2ªP |     | 1-1 Pedro Vaz 6' 2ªP 2-1 Hélder Nunes LD 15ªF 13' 2ªP 3-1 Telmo Pinto 15' 2ªP | Público: Isaac Sainz (Espanha) e João Paulo Romão (Portugal) Árbitro: Xavier Jacquart (França) e Matteo Galoppi (Itália) |

| Vencedores Taça Latina 2014 |
| --------------------------- |
| PORTUGAL 13º                |

## Mellhores Marcadores
| Lugar | Gls | Jogador         |
| ----- | --- | --------------- |
|       | 6   | Hélder Nunes    |
|       | 6   | Carlo Benedetto |
|       | 5   | Gonçalo Alves   |